# Kim Su-an
Kim Su-an (Hangul: 김수안, 27 de enero de 2006) es una actriz de cine y televisión surcoreana.

## Carrera
En 2016 firmó un contrato exclusivo con la agencia de gestión del talento Blossom Entertainment.
Debutó en la industria del entretenimiento cuando tenía cinco años.
Su primera participación en el cine fue en la película Sorry, Thanks en 2011. También ha aparecido en las películas Sprout (2013) Mad Sad Bad (2014) y Coin Locker Girl (2015).
En 2016 interpretó a la hija del personaje de Gong Yoo en la exitosa película de terror apocalíptico Train to Busan.
En 2017 protagonizó la película The Battleship Island, interpretando a la hija de Hwang Jung-min. Fue galardonada con el premio a la mejor actriz de reparto en los premios Buil Film.

## Filmografía

### Series de televisión
| Año       | Título                           | Personaje | Canal | Ref.  |
| --------- | -------------------------------- | --------- | ----- | ----- |
| 2015-2016 | Mom                              | Ha-na     | MBC   |       |
| 2021      | A Person Like You                | Ahn Lisa  | JTBC  | [ 4 ] |
| 2022      | Joseon Psychiatrist Yoo Se-poong | Ip-bun    | tvN   | [ 5 ] |

### Películas
| Año  | Título                                 | Rol                | Notas                          | Ref.        |
| ---- | -------------------------------------- | ------------------ | ------------------------------ | ----------- |
| 2011 | Sorry, Thank You (Sorry, Thanks)       | Bo-eun             | Segmento: "My Younger Brother" |             |
| 2011 | A Reason to Live                       | Niña en la iglesia |                                |             |
| 2013 | Hide and Seek                          | Baek Soo-ah        |                                |             |
| 2013 | Sprout                                 | Bo-ri              |                                |             |
| 2014 | Mad Sad Bad                            | Soo-min            | Segmentp: "Picnic"             |             |
| 2014 | Gyeongju                               | Niña               |                                |             |
| 2014 | Whistle Blower                         | Shim Soo-bin       |                                |             |
| 2014 | Cart                                   | Min-yeong          |                                |             |
| 2014 | La última primavera                    | Song-i             |                                | [ 6 ]       |
| 2014 | Twinkle-Twinkle Pitter-Patter          | Onew               | Cortometraje                   |             |
| 2015 | Coin Locker Girl                       | Il-yeong           |                                |             |
| 2015 | Memories of the Sword                  | Goo-seul           |                                |             |
| 2015 | The Exclusive: Beat the Devil's Tattoo | Niña               |                                |             |
| 2016 | Love, Lies                             | Young So-yool      |                                |             |
| 2016 | Kid, Tickling                          | Niña               | Cortometraje                   |             |
| 2016 | Horror Stories 3                       | Niña               | Segmento: "A Girl from Mars"   |             |
| 2016 | Sports Day                             | Seung-hee          |                                |             |
| 2016 | Train to Busan                         | Soo-an             |                                |             |
| 2016 | The Net]                               | Niña               |                                |             |
| 2016 | Moonlight Palace                       | Hyeon Joo-ri       | Voz                            |             |
| 2017 | Along with the Gods: The Two Worlds    | Teasan             |                                |             |
| 2017 | The Mayor                              | Yoon-hak           |                                |             |
| 2017 | The Battleship Island                  | Lee So-hee         |                                | [ 7 ] [ 8 ] |
| 2017 | The Mimic                              | Voz                |                                |             |
| 2019 | A Little Princess                      | Gong-joo           |                                |             |
| 2023 | Project Silence                        | Cha Kyeong-min     |                                | [ 9 ]       |

## Premios y nominaciones
| Año  | Premio                                   | Categoría                              | Papel                 | Resultado | Ref.          |
| ---- | ---------------------------------------- | -------------------------------------- | --------------------- | --------- | ------------- |
| 2014 | Busan International Short Film Festival  | Premio Acting                          | Sprout                | Ganadora  |               |
| 2014 | Great Short Film Festival                | Premio Great Actress                   | Sprout                | Ganadora  |               |
| 2015 | 2nd Wildflower Film Awards               | Mejor actriz revelación                | Mad Sad Bad           | Ganadora  |               |
| 2016 | BloodGuts UK Horror Awards               | Mejor actriz en película internacional | Train to Busan        | Nominada  |               |
| 2017 | 1st The Seoul Awards                     | Premio Special Acting                  | The Battleship Island | Ganadora  | [ 10 ] [ 11 ] |
| 2017 | 38th Blue Dragon Film Awards             | Premio Estrella Popular                | The Battleship Island | Ganadora  | [ 12 ]        |
| 2017 | 6th Korea Film Actors Association Awards | Premio Estrella Popular                | The Battleship Island | Ganadora  | [ 13 ] [ 14 ] |
| 2017 | 26th Buil Film Awards                    | Mejor actriz de reparto                | The Battleship Island | Ganadora  | [ 3 ]         |
| 2018 | 23rd Chunsa Film Art Awards              | Mejor actriz de reparto                | The Battleship Island | Nominada  | [ 15 ]        |